# Stauridiosarsia producta
Stauridiosarsia producta is een hydroïdpoliep uit de familie Corynidae. De poliep komt uit het geslacht Stauridiosarsia. Stauridiosarsia producta werd in 1858 voor het eerst wetenschappelijk beschreven door Wright. 